# Mantispa
Mantispa är ett släkte av insekter. Mantispa ingår i familjen fångsländor.

## Bildgalleri

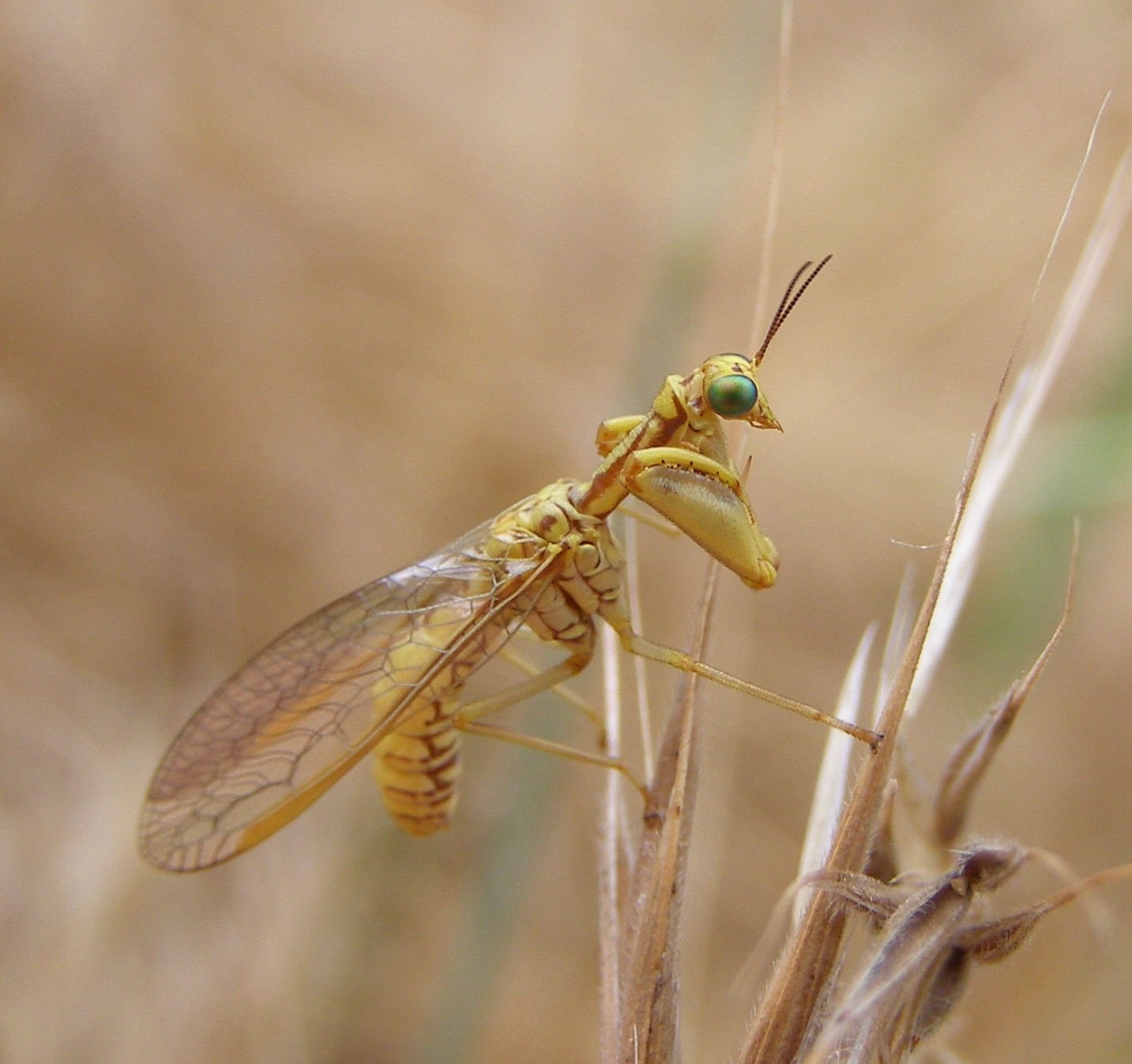
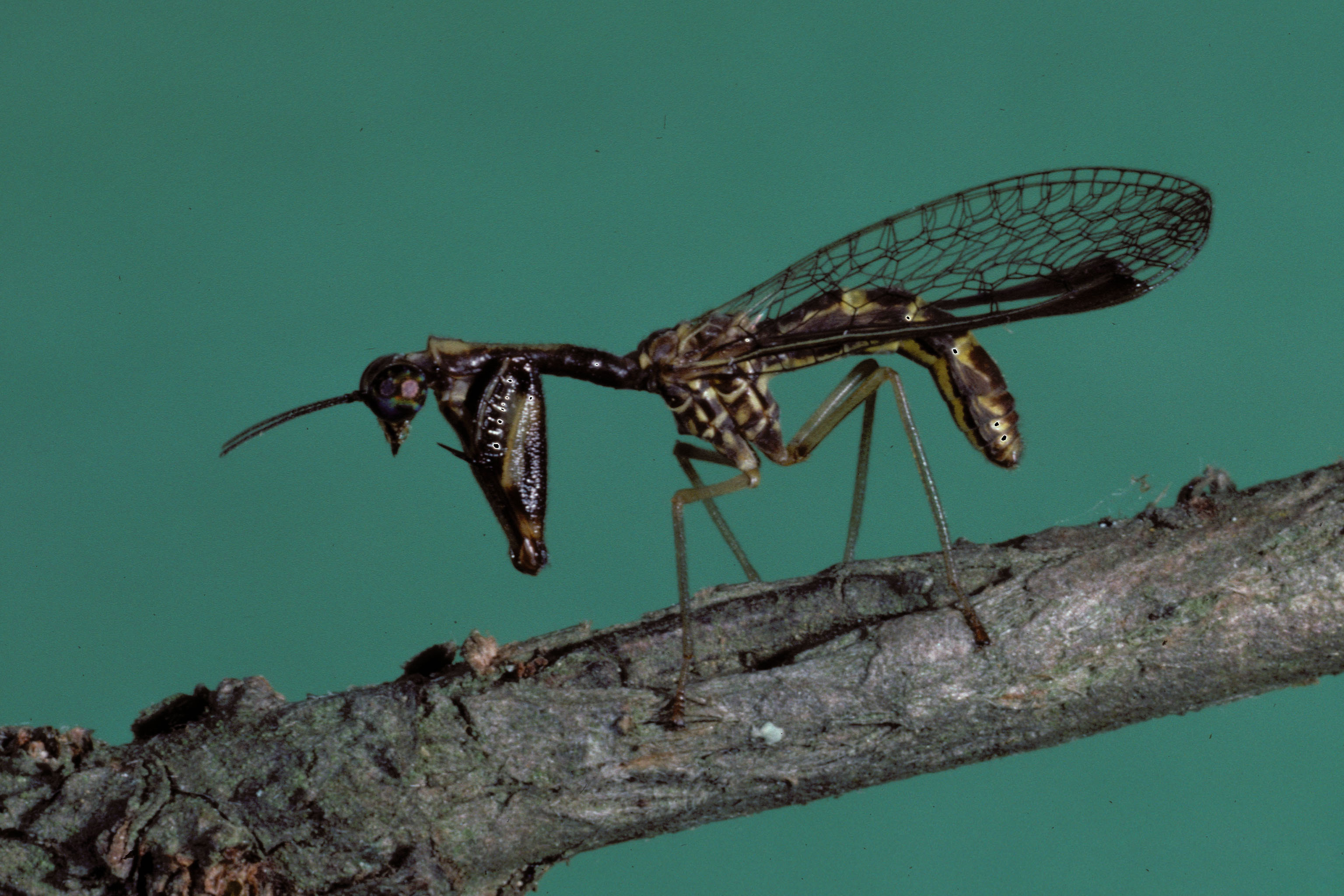
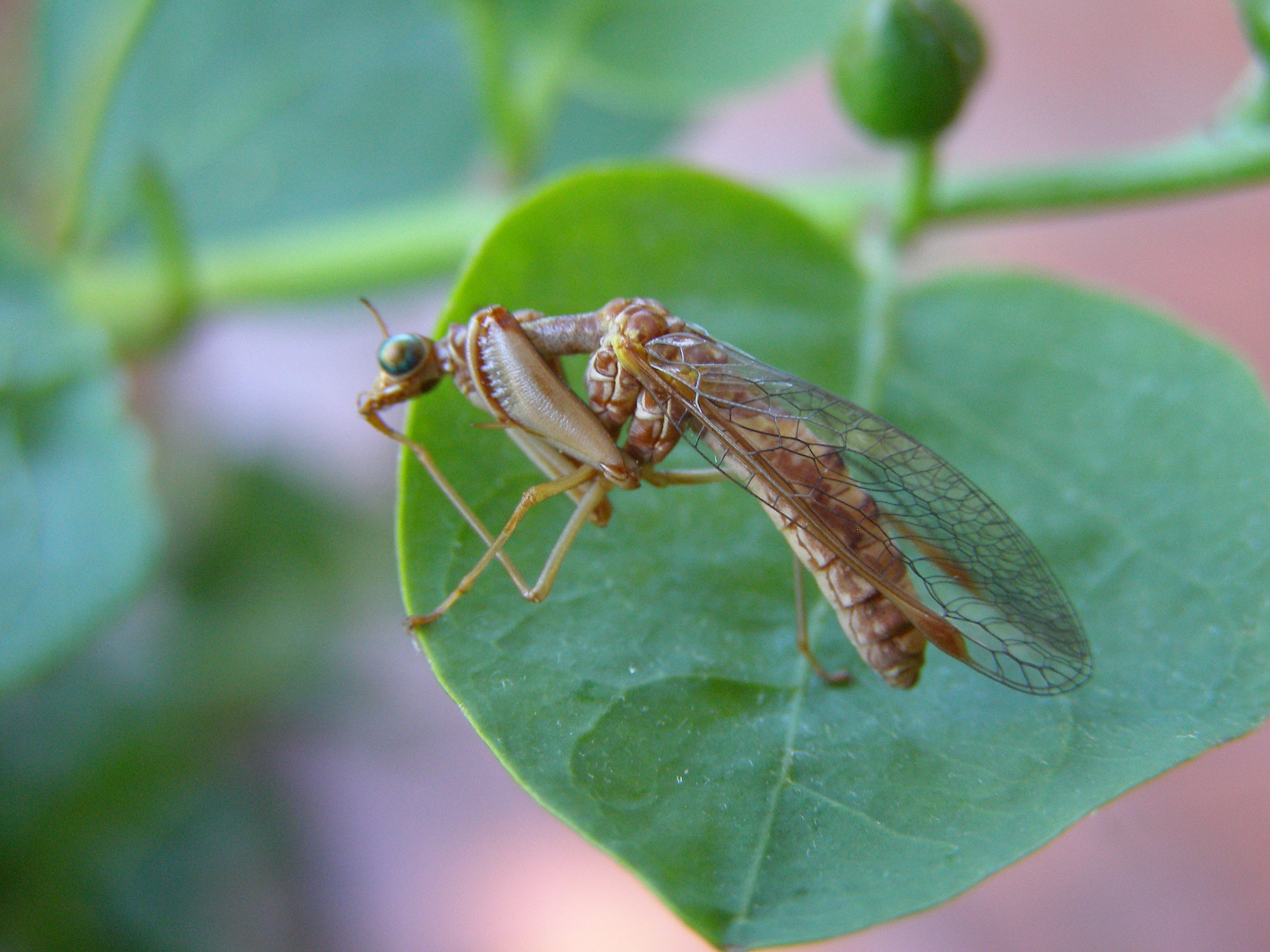

## Dottertaxa tillMantispa, i alfabetisk ordning[1]
- Mantispa adelungi
- Mantispa agapeta
- Mantispa alicante
- Mantispa amabilis
- Mantispa ambonensis
- Mantispa annulicornis
- Mantispa aphavexelte
- Mantispa ariasi
- Mantispa axillaris
- Mantispa azihuna
- Mantispa basalis
- Mantispa basilei
- Mantispa bella
- Mantispa bicolor
- Mantispa boliviana
- Mantispa brevistigma
- Mantispa capeneri
- Mantispa castaneipennis
- Mantispa celebensis
- Mantispa centenaria
- Mantispa chlorodes
- Mantispa chlorotica
- Mantispa chrysops
- Mantispa completa
- Mantispa confluens
- Mantispa coomani
- Mantispa coorgensis
- Mantispa cora
- Mantispa cordieri
- Mantispa crenata
- Mantispa decepta
- Mantispa delicata
- Mantispa deliciosa
- Mantispa dispersa
- Mantispa ellenbergeri
- Mantispa elpidica
- Mantispa enderleini
- Mantispa fausta
- Mantispa femoralis
- Mantispa fenestralis
- Mantispa finoti
- Mantispa flavicauda
- Mantispa flavinota
- Mantispa frontalis
- Mantispa fuliginosa
- Mantispa fulvicornis
- Mantispa fuscipennis
- Mantispa gillavryna
- Mantispa gradata
- Mantispa greeni
- Mantispa gulosa
- Mantispa guttula
- Mantispa haematina
- Mantispa haugi
- Mantispa indica
- Mantispa iridipennis
- Mantispa japonica
- Mantispa javanica
- Mantispa latifrons
- Mantispa lineaticollis
- Mantispa lineolata
- Mantispa lobata
- Mantispa loveni
- Mantispa luederwaldti
- Mantispa lurida
- Mantispa lutea
- Mantispa luzonensis
- Mantispa maindroni
- Mantispa mandarina
- Mantispa marshalli
- Mantispa meadewaldina
- Mantispa melanocera
- Mantispa militaris
- Mantispa moluccensis
- Mantispa moucheti
- Mantispa moulti
- Mantispa nana
- Mantispa nanyukina
- Mantispa navasi
- Mantispa negusa
- Mantispa neotropica
- Mantispa neptunica
- Mantispa newmani
- Mantispa nubila
- Mantispa obscurata
- Mantispa pallescens
- Mantispa paraguayana
- Mantispa parvula
- Mantispa pasteuri
- Mantispa pehlkei
- Mantispa perla
- Mantispa phaeonota
- Mantispa plicicollis
- Mantispa punctata
- Mantispa pygmaea
- Mantispa radialis
- Mantispa radiata
- Mantispa rimata
- Mantispa rufescens
- Mantispa salana
- Mantispa scabricollis
- Mantispa schoutedeni
- Mantispa scutellaris
- Mantispa similata
- Mantispa simplex
- Mantispa stenoptera
- Mantispa stigmata
- Mantispa strigipes
- Mantispa styriaca
- Mantispa subcostalis
- Mantispa taina
- Mantispa tenella
- Mantispa tenera
- Mantispa tessmanni
- Mantispa thomensis
- Mantispa tonkinensis
- Mantispa transversa
- Mantispa umbripennis
- Mantispa uniformis
- Mantispa variolosa
- Mantispa venulosa
- Mantispa verruculata
- Mantispa virescens
- Mantispa viridula
- Mantispa zayasi
- Mantispa zonaria
- Mantispa zonata